# Callistege intercalaris
Callistege intercalaris là một loài bướm đêm trong họ Erebidae.